# Władysław Mirzyński
Władysław Marian Mirzyński ps. „Mudry” (ur. 5 września 1895, zm. 1950) – major audytor Wojska Polskiego II RP i podpułkownik służby sprawiedliwości ludowego Wojska Polskiego.

## Życiorys
Urodził się 5 września 1895. U kresu I wojny światowej brał udział w obronie Lwowa w trakcie wojny polsko-ukraińskiej w stopniu podporucznika jako Władysław Mirzyński-Mudry. 
Po zakończeniu wojny dysponując tytułem naukowym doktora praw został przyjęty do Wojska Polskiego. Został awansowany do stopnia kapitana zawodowego administracji, dział gospodarczy ze starszeństwem z dniem 1 czerwca 1919. W 1923 jako oficer Okręgowego Zakładu Gospodarczego nr VI był przydzielony do Dowództwa Okręgu Korpusu Nr VI i Okręgowej Komisji Rekwizycyjnej (tymczasowy stan – etat przejściowy). Następnie zweryfikowany w stopniu kapitana zawodowego administracji, dział gospodarczy ze starszeństwem z dniem 1 czerwca 1919. W 1924 jako były żołnierz zawodowy pozostawał oficerem rezerwowym OZG nr VI. 
Jako oficer rezerwy został powołany do służby czynnej i przydzielony do Wojskowego Sądu Okręgowego Nr VI we Lwowie. 15 maja 1930 roku Prezydent RP przemianował go na oficera zawodowego w stopniu kapitana ze starszeństwem z dniem 1 lipca 1919 roku i 6. lokatą w korpusie oficerów sądowych, a minister spraw wojskowych przeniósł do WSO Nr VI na stanowisko sędziego śledczego. 29 stycznia 1932 roku został mianowany majorem ze starszeństwem z dniem 1 stycznia 1932 roku i 3. lokatą w korpusie oficerów sądowych. 21 czerwca 1933 roku Prezydent RP mianował go podprokuratorem przy wojskowych sądach okręgowych, a minister spraw wojskowych przeniósł do Prokuratury przy WSO Nr VI na stanowisko podprokuratora. W 1939 roku był sędzią orzekającym w Wojskowym Sądzie Okręgowym Nr VII w Poznaniu.
W czasie kampanii wrześniowej 1939 był szefem służby sprawiedliwości 14 Wielkopolskiej Dywizji Piechoty i szefem sądu polowego nr 14.
Po zakończeniu wojny wstąpił do ludowego Wojska Polskiego i został oficerem Służby Sprawiedliwości. Awansowany do stopnia podpułkownika. Był sędzią Najwyższego Sądu Wojskowego. Zmarł w 1950 roku. Został pochowany na Cmentarzu Wojskowym na Powązkach (kwatera B22-7-19).  Był żonaty ze Stefanią (zm. w 1965, pochowana w Londynie).

## Ordery i odznaczenia
- Krzyż Niepodległości – 4 lutego 1932 roku „za pracę w dziele odzyskania niepodległości”[16]
- Krzyż Kawalerski Orderu Odrodzenia Polski (1946, za bohaterskie czyny i dzielne zachowanie się w walce z niemieckim najeźdźcą, oraz za sumienne wypełnianie obowiązków służbowych)[17]
- Krzyż Walecznych (przed 1924)[7][1]
- Złoty Krzyż Zasługi